# Morre (gmina)
Morre – miejscowość i gmina we Francji, w regionie Burgundia-Franche-Comté, w departamencie Doubs.
Według danych na rok 1990 gminę zamieszkiwało 998 osób, a gęstość zaludnienia wynosiła 189 osób/km² (wśród 1786 gmin Franche-Comté Morre plasuje się na 168. miejscu pod względem liczby ludności, natomiast pod względem powierzchni na miejscu 785.).